# Droit d'incolat
Droit d'incolat, ou jus incolatus (du latin incola), désigne une forme de droit d'installation dans une cité ou un pays pour un étranger.
C'est un terme de droit privé qui désigne l'installation des étrangers dans un État différent de leur lieu d'origine et où ils obtiennent certains des droits civils des habitants d'origine de cet État.

## Origine du terme
Terme d'origine romaine dérivant du latin incola désignant un habitant, et en droit public romain :
« le membre d'une cité ou commune, qui sans lui appartenir par l'origine ou l'affiliation, fait partie de la communauté par fixation du domicile; icolas domicilium facit dit un rescrit d'Hadrien. En effet, les bourgeois d'une cité se divisaient, même au temps de la République, en cives ou incolæ, c'est-à-dire natifs ou habitants. Les uns et les autres se séparaient profondément des hôtes étrangers ou voyageurs qui avaient dans la ville une résidence plus ou moins longue, ou même des propriétés ou possession, hospites, advenae, adventores, peregrini. Ceux-ci n'étaient point considérés comme membres de la cité, ou participant d'aucune façon à la bourgeoisie. »

## Droit d'incolat dans l'histoire
Au Moyen Âge on distinguait les vagabonds et les mendiants qui étaient chassés des cités des étrangers qui prenaient un domicile fixe dans la cité et qui y acquérait un droit d'incolat et étaient assimilés presque partout à un régnicole pour la jouissance des droits civils. Ce droit était acquis après une période d'installation qui pouvait varier, être immédiatement acquis dans certaines communes ou après un délai d'un an à cinq ans, suivant l'importance de son activité commerciale.
On trouve dans l'Encyclopédie ou Dictionnaire raisonné des sciences, des arts et des métiers de Diderot et d'Alembert la définition suivante :
« INCOLAT droit d', (Hist.mod.) c'est ainsi qu'on nomme en Bohème un droit que le souverain accorde aux étrangers qui ne sont point nés dans le royaume, en vertu duquel ils jouissent des mêmes prérogatives que les autres citoyens. Ce droit s'appelle en Pologne indigenat. Les hommes devant être regardés la plus grande richesse d'un état, les princes sont intéressés à les attirer chez eux, & la qualité d'étranger ne devroit jamais exclure des avantages d'aucune société. »
Ce droit pouvait être donné par l'empereur du Saint-Empire romain germanique à des étrangers s'installant dans l'empire.
On trouve dans la Métaphysique des mœurs de Kant : 
«  Le mauvais usage possible ne peut abolir le droit que possède le citoyen de la Terre de faire la tentative d'une communauté avec tous et, à cette fin, de visiter toutes les régions de la Terre, bien qu'il n'y ait un droit d'installation sur le territoire d'un autre peuple (jus incolatus) que dans la mesure où pour cela se trouve exigé un contrat particulier. »
Kant discute de ce droit d'installation qui pouvait être accordé par le Prince, même si les autochtones n'y sont pas favorables, à condition que ce droit ne diminue pas leur droit à la propriété privée. 
Par ailleurs Kant affirme que les Européens n'avaient aucun jus incolatus leur permettant de s'installer sur les terres qu'ils ont abordées et colonisées sans l'autorisation du maître du lieu[réf. nécessaire]. 
Victor Proudhon traite de l'incolat dans son Cours de législation et de jurisprudence françaises :
« L'incolat consiste dans l'établissement par lequel un étranger vient se fixer en France, & y acquiert la qualité de républicole. L'Étranger, comme le Français, peut avoir un domicile en France, lorsqu'aucune loi n'y interdit son admission; c'est même le mode constitutionnel par lequel il peut y acquérir les droits de citoyen Français. Il devient républicole comme les natifs du pays, dès qu'il a son domicile légalement acquis dans l'intérieur de la république. »
L'incolat concerne un individu ayant son domicile dans un État dont il n'a pas la nationalité. La naturalisation implique dans la plupart des pays l'acquisition du droit d'incolat.

On retrouve en France ce droit dans l'énoncé de l'article 11 du Code civil : 
« L'étranger jouira en France des mêmes droits civils que ceux qui sont ou seront accordés aux Français par les traités de la nation à laquelle cet étranger appartiendra. »

## Droit de séjour et d'installation d'un citoyen de l'Union européenne
Le droit d'incolat est devenu dans le droit européen un droit de séjour. Il permet à tout citoyen de l'Union européenne de résider dans n'importe quel pays de l'Union européenne. Les conditions de ce droit de séjour dépend de sa durée - inférieure ou supérieure à 3 mois ou séjour permanent. Ce droit est acquis avec la carte de séjour.